# برونو نيومان
برونو نيومان (بالإسبانية: Bruno Newman)‏ هو شخصية أعمال مكسيكي، ولد في القرن العشرين.